# 阳友鹤
阳友鹤（1913年10月18日—1984年），艺名筱桐凤，男，四川彭县人，中国川剧表演艺术家，中国戏剧家协会理事，曾任西南川剧院导演，四川省川剧院导演。